# Copa de la Liga de Inglaterra 2016-17
La Copa de la Liga de Inglaterra 2016-17, también conocida como EFL Cup, es la edición número 57. Es una competición que se juega en formato de eliminación directa a un solo partido en la que participan equipos de la liga de fútbol profesional de Inglaterra y Gales. El campeón clasifica a la tercera ronda de la UEFA Europa League 2017-18.

## Distribución
El torneo está organizado de forma que lleguen 32 equipos a la tercera ronda. Los equipos que juegan competiciones europeas durante esta temporada entran directamente en la tercera ronda, los demás equipos de la Premier League entran en la segunda ronda, y los demás equipos de la Football League en la primera ronda.
- Equipos que juegan competiciones europeas entran en la tercera ronda
- El resto de equipos de la Premier League entran en la segunda ronda.
- El resto de equipos de la Football League entran en la primera ronda.

|                            | Equipos que entran en esta ronda                                                                                       | Equipos que pasan a la próxima ronda |
| -------------------------- | --- | ------------------------------------ |
| Primera ronda (70 equipos) | - 24 equipos de Football League Two - 24 equipos de Football League One - 22 equipos de Football League Championship   | - 35 ganadores de la primera ronda   |
| Segunda ronda (50 equipos) | - 2 equipos de Football League Championship - 13 equipos de la Premier League (no envueltos en competiciones europeas) |                                      |
| Tercera ronda (32 equipos) | - 7 equipos de la Premier League (envueltos en competiciones europeas)                                                 | - 25 ganadores de la segunda ronda   |
| Cuarta ronda (16 equipos)  | | - 16 ganadores de la tercera ronda   |
| Quinta ronda (8 equipos)   | | - 8 ganadores de la cuarta ronda     |
| Semifinales (4 equipos)    | | - 4 ganadores de la quinta ronda     |
| Final (2 equipos)          | | - 2 ganadores de las semifinales     |

## Equipos
Entre paréntesis como se clasificó cada equipo para entrar en la ronda correspondiente:
- PL: Premier League
- CH: Football League Championship
- L1: Football League One
- L2: Football League Two
- FC: Football Conference
- 2.º, 3.º, 4.º, 5.º etc.: posición en liga

| Tercera ronda                     | Tercera ronda                 | Tercera ronda               | Tercera ronda              |
| --------------------------------- | ----------------------------- | --------------------------- | -------------------------- |
| Leicester City (PL 1.º)           | Tottenham Hotspur (PL 3.º)    | Manchester United (PL 5.º)  | West Ham United (PL 7.º)   |
| Arsenal (PL 2.º)                  | Manchester City (PL 4.º)      | Southampton (PL 6.º)        |                            |
| Segunda ronda                     |                               |                             |                            |
| Liverpool (PL 8.º)                | Swansea City (PL 12.º)        | Bournemouth (PL 16.º)       | Hull City (CH 4.º)         |
| Stoke City (PL 9.º)               | Watford (PL 13.º)             | Sunderland (PL 17º)         | Newcastle United (PL 18º)  |
| Chelsea (PL 10º)                  | West Bromwich Albion (PL 14º) | Burnley (CH 1º)             | Norwich City (PL 19º)      |
| Everton (PL 11º)                  | Crystal Palace (PL 15º)       | Middlesbrough (CH 2º)       |                            |
| Primera ronda                     |                               |                             |                            |
| Aston Villa (PL 20º)              | Rotherham United (CH 21.º)    | Swindon Town (L1 15º)       | Cambridge United (L2 9º)   |
| Brighton & Hove Albion (CH 3º)    | Wigan (L1 1º)                 | Bury (L1 16º)               | Carlisle United (L2 10º)   |
| Derby County (CH 5º)              | Burton Albion (L1 2º)         | Oldham Athletic (L1 17º)    | Luton Town (L2 11º)        |
| Sheffield Wednesday (CH 6º)       | Barnsley (L1 6º)              | Chesterfield (L1 18º)       | Mansfield Town (L2 12º)    |
| Ipswich Town (CH 7º)              | Charlton (CH 22º)             | Fleetwood Town (L1 19º)     | Wycombe Wanderers (L2 13º) |
| Cardiff City (CH 8º)              | Milton Keynes Dons (CH 23º)   | Shrewsbury Town (L1 20º)    | Exeter City (L2 14º)       |
| Brentford (CH 9º)                 | Bolton Wanderers (CH 24º)     | Northampton Town (L2 1º)    | Barnet (L2 15º)            |
| Birmingham City (CH 10º)          | Walsall (L1 3º)               | Oxford United (L2 2º)       | Hartlepool United (L2 16º) |
| Preston North End (CH 11º)        | Millwall (L1 4.º)             | Bristol Rovers (L2 3.º)     | Notts County (L2 17.º)     |
| Queens Park Rangers (CH 12.º)     | Bradford City (L1 5.º)        | Wimbledon (L2 7.º)          | Stevenage (L2 18º)         |
| Leeds United (CH 13.º)            | Scunthorpe United (L1 7.º)    | Doncaster Rovers (L1 21.º)  | Yeovil Town (L2 19º)       |
| Wolverhampton Wanderers (CH 14.º) | Coventry City (L1 8.º)        | Blackpool (L1 22.º)         | Crawley Town (L2 20.º)     |
| Blackburn Rovers (CH 15.º)        | Gillingham (L1 9.º)           | Colchester United (L1 23.º) | Morecambe (L2 21.º)        |
| Nottingham Forest (CH 16.º)       | Rochdale (L1 10.º)            | Crewe Alexandra (L1 24.º)   | Newport County (L2 22.º)   |
| Reading (CH 17.º)                 | Sheffield United (L1 11.º)    | Accrington Stanley (L2 4.º) | Cheltenham Town (FC 1.º)   |
| Bristol City (CH 18.º)            | Port Vale (L1 12.º)           | Plymouth Argyle (L2 5.º)    | Grimsby Town (FC 4.º)      |
| Huddersfield Town (CH 19.º)       | Peterborough United (L1 13.º) | Portsmouth (L2 6º)          |                            |
| Fulham (CH 20.º)                  | Southend United (L1 14.º)     | Leyton Orient (L2 8.º)      |                            |

## Primera ronda
El sorteo de la primera ronda tuvo lugar el ? de junio de 2016 a las ? BST
En esta ronda participaron los 24 equipos de la Liga Two, los 24 equipos de la Liga One, y los 22 equipos del Championship.
Números entre paréntesis representan la liga en que participan en la temporada 2016-17. El 1 Liga Premier, el 2 Championship, el 3 Liga One y el 4 Liga Two.
Las eliminatorias son a partido único. En cursiva y entre comillas, los equipos eliminados.
| 9 de agosto de 2016 | (4) Accrington Stanley | 0 - 0 (pró.) (11 - 10 p.)  | Bradford City (3) | Crown Ground, Accrington                             |                                                      |
|                     | | Reporte                    | | Asistencia: 1936 espectadores Árbitro(s): David Webb | Asistencia: 1936 espectadores Árbitro(s): David Webb |
|                     | | Tiros desde el punto penal | |                                                      |                                                      |
|                     | Mark Hughes · Jordan Clark · Steven Hewitt · Shay McCartan · Matthew Pearson · Seamus Conneely · Omar Beckles · Janoi Donacien · Aaron Chapman · John O'Sullivan · Mark Hughes · Jordan Clark |                            | Anthony McMahon · Reece Webb-Foster · James Hanson · Filipe Morais · Nicky Law · Mark Marshall · Romain Vincelot · Nathaniel Knight-Percival · Daniel Devine · Colin Doyle · Anthony McMahon · Reece Webb-Foster |                                                      |                                                      |

| 9 de agosto de 2016 | (2) Barnsley  | 1 - 2 (pró.) | Northampton Town (3)                   | Oakwell Stadium, Barnsley                              |                                                        |
|                     | J. Scowen 21' | Reporte      | A. Davies 52' (a.g.) · J. O'Toole 114' | Asistencia: 4455 espectadores Árbitro(s): Carl Boyeson | Asistencia: 4455 espectadores Árbitro(s): Carl Boyeson |

| 9 de agosto de 2016 | (2) Birmingham City | 0 - 1 (pró.) | Oxford United (3) | St. Andrew's Stadium, Birmingham                         |                                                          |
|                     |                     | Reporte      | L. Sercombe 120'  | Asistencia: 7202 espectadores Árbitro(s): Darren Handley | Asistencia: 7202 espectadores Árbitro(s): Darren Handley |

| 9 de agosto de 2016 | (4) Blackpool                                                     | 4 - 2 (pró.) | Bolton Wanderers (3)                | Bloomfield Road, Blackpool                            |                                                       |
|                     | K. Mellor 74' · B. Potts 78' · J. McAlister 109' · J. Herron 115' | Reporte      | J. Proctor 45+2' · K. Woolery 90+5' | Asistencia: 3633 espectadores Árbitro(s): Darren Bond | Asistencia: 3633 espectadores Árbitro(s): Darren Bond |

| 9 de agosto de 2016 | (2) Brighton & Hove Albion                       | 4 - 0   | Colchester United (4) | The American Express Community Stadium, Brighton          |                                                           |
|                     | S. Baldock 46' · J. Murphy 70' 86' · E. Manu 74' | Reporte |                       | Asistencia: 6895 espectadores Árbitro(s): James Linington | Asistencia: 6895 espectadores Árbitro(s): James Linington |

| 9 de agosto de 2016 | (4) Cambridge United             | 2 - 1 (pró.) | Sheffield Wednesday (2) | The R Costings Abbey Stadium, Cambridge                |                                                        |
|                     | P. Mingoia 90+1' · L. Berry 118' | Reporte      | Lucas João 52'          | Asistencia: 4170 espectadores Árbitro(s): Keith Stroud | Asistencia: 4170 espectadores Árbitro(s): Keith Stroud |

| 9 de agosto de 2016 | (4) Carlisle United         | 2 - 1   | Port Vale (3) | Brunton Park, Carlisle                                 |                                                        |
|                     | C. Wyke 27' · S. Miller 41' | Reporte | A. Grant 51'  | Asistencia: 3363 espectadores Árbitro(s): Mark Haywood | Asistencia: 3363 espectadores Árbitro(s): Mark Haywood |

| 9 de agosto de 2016 | (4) Cheltenham Town | 1 - 0   | Charlton (3) | LCI Rail Stadium , Cheltenham                            |                                                          |
|                     | H. Pell 17'         | Reporte |              | Asistencia: 2106 espectadores Árbitro(s): Brendan Malone | Asistencia: 2106 espectadores Árbitro(s): Brendan Malone |

| 9 de agosto de 2016 | (3) Coventry City                             | 3 - 2 (pró.) | Portsmouth (4)                       | Ricoh Arena, Coventry                                 |                                                       |
|                     | R. Haynes 60' · V. Gadzhev 82' · A. Rose 106' | Reporte      | C. Main 20' (pen.) · K. Naismith 85' | Asistencia: 4976 espectadores Árbitro(s): Andy Madley | Asistencia: 4976 espectadores Árbitro(s): Andy Madley |

| 9 de agosto de 2016 | (2) Derby County | 1 - 0   | Grimsby Town (4) | iPro Stadium, Derby                                  |                                                      |
|                     | R. Keogh 60'     | Reporte |                  | Asistencia: 11692 espectadores Árbitro(s): Ben Toner | Asistencia: 11692 espectadores Árbitro(s): Ben Toner |

| 9 de agosto de 2016 | (4) Doncaster Rovers | 1 - 2   | Nottingham Forest (2)          | Keepmoat Stadium, Doncaster                           |                                                       |
|                     | L. Mandeville 69'    | Reporte | D. Vaughan 11' · J. Ward 90+1' | Asistencia: 5160 espectadores Árbitro(s): Andy Haines | Asistencia: 5160 espectadores Árbitro(s): Andy Haines |

| 9 de agosto de 2016 | (4) Exeter City | 1 - 0 (pró.) | Brentford (2) | St. James' Park , Exeter                                |                                                         |
|                     | R. Harley 100'  | Reporte      |               | Asistencia: 2633 espectadores Árbitro(s): Kevin Johnson | Asistencia: 2633 espectadores Árbitro(s): Kevin Johnson |

| 9 de agosto de 2016 | (2) Ipswich Town | 0 - 1   | Stevenage (4)  | Portman Road Stadium, Ipswich                                |                                                              |
|                     |                  | Reporte | B. Kennedy 53' | Asistencia: 6858 espectadores Árbitro(s): Charles Breakspear | Asistencia: 6858 espectadores Árbitro(s): Charles Breakspear |

| 9 de agosto de 2016 | (4) Leyton Orient   | 2 - 3   | Fulham (2)                           | Matchroom Stadium, Londres                            |                                                       |
|                     | P. McCallum 73' 81' | Reporte | D. Adeniran 29' · C. Woodrow 51' 54' | Asistencia: 3855 espectadores Árbitro(s): Andy Davies | Asistencia: 3855 espectadores Árbitro(s): Andy Davies |

| 9 de agosto de 2016 | (4) Mansfield Town | 1 - 3   | Blackburn Rovers (2)             | One Call Stadium , Mansfield                           |                                                        |
|                     | M. Rose 48'        | Reporte | A. Stokes 29' 55' · S. Duffy 54' | Asistencia: 2885 espectadores Árbitro(s): Steve Martin | Asistencia: 2885 espectadores Árbitro(s): Steve Martin |

| 9 de agosto de 2016 | (4) Newport County                     | 2 - 3   | Milton Keynes Dons (3)                     | Rodney Parade, Newport                                    |                                                           |
|                     | M. Jackson 31' · M. Randall 55' (pen.) | Reporte | D. Bowditch 63' (pen.) 90' · B. Tilney 70' | Asistencia: 1402 espectadores Árbitro(s): Oliver Langford | Asistencia: 1402 espectadores Árbitro(s): Oliver Langford |

| 9 de agosto de 2016 | (3) Oldham Athletic       | 2 - 1   | Wigan Athletic (2) | Boundary Park, Oldham                                      |                                                            |
|                     | R. Flynn 18' · J. Law 83' | Reporte | W. Grigg 34'       | Asistencia: 2554 espectadores Árbitro(s): Geoff Eltringham | Asistencia: 2554 espectadores Árbitro(s): Geoff Eltringham |

| 9 de agosto de 2016 | (3) Peterborough United              | 3 - 2   | Wimbledon (3)                    | ABAX Stadium, Peterborough                             |                                                        |
|                     | T. Nichols 64' 90+3' · P. Taylor 68' | Reporte | C. Whelpdale 34' · L. Taylor 78' | Asistencia: 2850 espectadores Árbitro(s): Oliver Yates | Asistencia: 2850 espectadores Árbitro(s): Oliver Yates |

| 9 de agosto de 2016 | (2) Preston North End | 1 - 0   | Hartlepool United (4) | Deepdale Stadium, Preston                              |                                                        |
|                     | E. Doyle 90+4'        | Reporte |                       | Asistencia: 4509 espectadores Árbitro(s): Andy Woolmer | Asistencia: 4509 espectadores Árbitro(s): Andy Woolmer |

| 9 de agosto de 2016 | (3) Rochdale                                               | 3 - 1   | Chesterfield (3) | Spotland Stadium, Rochdale                             |                                                        |
|                     | I. Henderson 47' 47' · A. Cannon 53' · N. Mendez-Laing 78' | Reporte | P. McGinn 30'    | Asistencia: 1436 espectadores Árbitro(s): Nigel Miller | Asistencia: 1436 espectadores Árbitro(s): Nigel Miller |

| 9 de agosto de 2016 | (2) Rotherham United                                     | 4 - 5 (pró.) | Morecambe (4)                                             | AESSEAL New York Stadium, Rotherham                       |                                                           |
|                     | G. Halford 59' (pen.) · J. Yates 81' 120' · A. Forde 83' | Reporte      | C. Stockton 6' · J. Dunn 68' 90+2' 118' · K. Ellison 113' | Asistencia: 3793 espectadores Árbitro(s): Seb Stockbridge | Asistencia: 3793 espectadores Árbitro(s): Seb Stockbridge |

| 9 de agosto de 2016 | (3) Scunthorpe United | 2 - 0 (pró.) | Notts County (4) | Glanford Park, Scunthorpe                              |                                                        |
|                     | K. van Veen 100' 115' | Reporte      |                  | Asistencia: 2158 espectadores Árbitro(s): Scott Duncan | Asistencia: 2158 espectadores Árbitro(s): Scott Duncan |

| 9 de agosto de 2016 | (3) Sheffield United | 1 - 2 (pró.) | Crewe Alexandra (4) | Bramall Lane, Sheffield                                |                                                        |
|                     | L. Clarke 6'         | Reporte      | R. Lowe 89' 100'    | Asistencia: 8305 espectadores Árbitro(s): James Adcock | Asistencia: 8305 espectadores Árbitro(s): James Adcock |

| 9 de agosto de 2016 | (3) Shrewsbury Town               | 2 - 1   | Huddersfield Town (2) | Greenhous Meadow, Shrewsbury                               |                                                            |
|                     | A. Leitch-Smith 1' · L. Dodds 77' | Reporte | E. Kachunga 39'       | Asistencia: 2862 espectadores Árbitro(s): Graham Salisbury | Asistencia: 2862 espectadores Árbitro(s): Graham Salisbury |

| 9 de agosto de 2016 | (3) Southend United | 1 - 3   | Gillingham (3)                               | Roots Hall Stadium, Southend-on-Sea                    |                                                        |
|                     | S. McLaughlin 34'   | Reporte | C. McDonald 56' · J. Emmanuel-Thomas 74' 88' | Asistencia: 2816 espectadores Árbitro(s): Tim Robinson | Asistencia: 2816 espectadores Árbitro(s): Tim Robinson |

| 9 de agosto de 2016 | (3) Walsall | 0 - 2 (pró.) | Yeovil Town (4)                         | The Banks's Stadium, Walsall                           |                                                        |
|                     |             | Reporte      | A. Bakayoko 103' (pen.) · M. Dolan 111' | Asistencia: 2699 espectadores Árbitro(s): Robert Jones | Asistencia: 2699 espectadores Árbitro(s): Robert Jones |

| 9 de agosto de 2016 | (2) Wolverhampton Wanderers | 2 - 1   | Crawley Town (4) | Molineux Stadium, Wolverhampton                      |                                                      |
|                     | J. Mason 7' · C. Coady 76'  | Reporte | E. Boldewijn 13' | Asistencia: 8252 espectadores Árbitro(s): Ross Joyce | Asistencia: 8252 espectadores Árbitro(s): Ross Joyce |

| 9 de agosto de 2016 | (4) Wycombe Wanderers | 0 - 1   | Bristol City (2) | Adams Park, High Wycombe                              |                                                       |
|                     |                       | Reporte | T. Abraham 27'   | Asistencia: 1842 espectadores Árbitro(s): Lee Collins | Asistencia: 1842 espectadores Árbitro(s): Lee Collins |

| 9 de agosto de 2016 | (4) Barnet | 0 - 4   | Millwall (3)                                                                     | The Hive Stadium, Londres                                 |                                                           |
|                     |            | Reporte | J. Akinde 23' (a.g.) · A. O'Brien 35' · S. Morison 74' · F. Onyedinma 81' (pen.) | Asistencia: 1410 espectadores Árbitro(s): Dean Whitestone | Asistencia: 1410 espectadores Árbitro(s): Dean Whitestone |

| 9 de agosto de 2016 | (2) Reading                          | 2 - 0   | Plymouth Argyle (4) | Madejski Stadium, Reading                              |                                                        |
|                     | J. van den Berg 16' · R. Beerens 28' | Reporte |                     | Asistencia: 6979 espectadores Árbitro(s): Simon Hooper | Asistencia: 6979 espectadores Árbitro(s): Simon Hooper |

| 10 de agosto de 2016 | (2) Burton Albion                                | 3 - 2 (pró.) | Bury (3)                    | Pirelli Stadium, Burton-upon-Trent                     |                                                        |
|                      | C. Reilly 36' · S. Beavon 105' · C. Butcher 113' | Reporte      | T. Pope 48' · N. Maher 120' | Asistencia: 1523 espectadores Árbitro(s): Mark Heywood | Asistencia: 1523 espectadores Árbitro(s): Mark Heywood |

| 10 de agosto de 2016 | (3) Fleetwood Town                                                           | 2 - 2 (pró.) (4 - 5 p.)    | Leeds United (2)                                                                | Highbury Stadium, Fleetwood                           |                                                       |
|                      | A. Amadi-Holloway 13' · A. Hunter 111'                                       | Reporte                    | M. Antonsson 89' · C. Wood 94' (pen.)                                           | Asistencia: 3332 espectadores Árbitro(s): David Coote | Asistencia: 3332 espectadores Árbitro(s): David Coote |
|                      |                                                                              | Tiros desde el punto penal |                                                                                 |                                                       |                                                       |
|                      | Bobby Grant · Jimmy Ryan · Conor McLaughlin · Ashley Hunter · Eggert Jonsson |                            | Chris Wood · Marcus Antonsson · Kalvin Phillips · Alex Mowatt · Pablo Hernández |                                                       |                                                       |

| 10 de agosto de 2016 | (4) Luton Town                                      | 3 - 1   | Aston Villa (2) | Kenilworth Road Stadium, Luton                       |                                                      |
|                      | J. Gray 35' · C. McGeehan 53' · J. Okore 66' (a.g.) | Reporte | J. Ayew 13'     | Asistencia: 7412 espectadores Árbitro(s): Gavin Ward | Asistencia: 7412 espectadores Árbitro(s): Gavin Ward |

| 10 de agosto de 2016 | (2) Queens Park Rangers                                                 | 2 - 2 (pró.) (4-2 pen.) (4 - 2 p.) | Swindon Town (3)                                              | Loftus Road Stadium, Londres                              |                                                           |
|                      | Y. N'Gbakoto 58' · C. Washington 93'                                    | Reporte                            | J. Stewart 72' · J. Brophy 107'                               | Asistencia: 5440 espectadores Árbitro(s): Tony Harrington | Asistencia: 5440 espectadores Árbitro(s): Tony Harrington |
|                      |                                                                         | Tiros desde el punto penal         |                                                               |                                                           |                                                           |
|                      | Tjaronn Chery · Sebastian Polter · Conor Washington · Nasser El Khayati |                                    | Anton Rodgers · Conor Thomas · Jordan Stewart · Bradley Barry |                                                           |                                                           |

| 11 de agosto de 2016 | (3) Bristol Rovers | 1 - 0 (pró.) | Cardiff City (2) | Memorial Stadium, Bristol                                |                                                          |
|                      | C. Lines 115'      | Reporte      |                  | Asistencia: 4851 espectadores Árbitro(s): Chris Kavanagh | Asistencia: 4851 espectadores Árbitro(s): Chris Kavanagh |

## Segunda ronda
Un total de 50 equipos juegan la segunda ronda: 15 equipos que entran en esta ronda, y los 35 ganadores de la primera ronda. Los 15 equipos que entran en esta ronda son 13 equipos de la Premier League 2016/17 que no tienen competición europea y 2 equipos de la Football League Championship 2016-17. En el sorteo habrá 25 cabezas de serie (los 13 de la Premier League, y 2 del Championship y los 15 ganadores de mayor categoría de la primera ronda) que se enfrentarán a uno de los 25 equipos restantes.Entre comillas, los equipos eliminados.
El sorteo tuvo lugar el ? de agosto de 2016.
| 23 de agosto de 2016 | Crystal Palace (1)           | 2 - 0   | Blackpool (4) | Selhurst Park,                                        |                                                       |
| 15:30 BST            | S. Dann 25' · C. Wickham 47' | Reporte |               | Asistencia: 7533 espectadores Árbitro(s): Andy Madley | Asistencia: 7533 espectadores Árbitro(s): Andy Madley |

| 23 de agosto de 2016 | Queens Park Rangers (2) | 2 - 1   | Rochdale (3) | Loftus Road Stadium,                                      |                                                           |
|                      | Sandro 41' 74'          | Reporte | M. Lund 5'   | Asistencia: 3928 espectadores Árbitro(s): Dean Whitestone | Asistencia: 3928 espectadores Árbitro(s): Dean Whitestone |

| 23 de agosto de 2016 | Scunthorpe United (3) | 1 - 2 (pró.) | Bristol City (2)             | Glanford Park,                                       |                                                      |
|                      | J. Morris 60' (pen.)  | Reporte      | B. Reid 35' · T. Abraham 97' | Asistencia: 2397 espectadores Árbitro(s): Ross Joyce | Asistencia: 2397 espectadores Árbitro(s): Ross Joyce |

| 23 de agosto de 2016 | Watford (1)   | 1 - 2 (pró.) | Gillingham (3)              | Vicarage Road Stadium,                                    |                                                           |
|                      | O. Ighalo 57' | Reporte      | M. Byrne 82' · B. Dack 102' | Asistencia: 7004 espectadores Árbitro(s): James Linington | Asistencia: 7004 espectadores Árbitro(s): James Linington |

| 23 de agosto de 2016 | Peterborough United (3) | 1 - 3   | Swansea City (1)                    | ABAX Stadium,                                          |                                                        |
|                      | L. Lopes 75'            | Reporte | J. Fulton 15' · O. McBurnie 41' 44' | Asistencia: 4727 espectadores Árbitro(s): James Adcock | Asistencia: 4727 espectadores Árbitro(s): James Adcock |

| 23 de agosto de 2016 | Everton (1)                                        | 4 - 0   | Yeovil Town (4) | Goodison Park,                                            |                                                           |
|                      | A. Lennon 28' · R. Barkley 69' · A. Koné 83' 90+1' | Reporte |                 | Asistencia: 24617 espectadores Árbitro(s): Chris Kavanagh | Asistencia: 24617 espectadores Árbitro(s): Chris Kavanagh |

| 23 de agosto de 2016 | Millwall (3)    | 1 - 2   | Nottingham Forest (2)             | The Den,                                             |                                                      |
|                      | S. Williams 77' | Reporte | J. Paterson 35' · L. Veldwijk 87' | Asistencia: 4009 espectadores Árbitro(s): Gavin Ward | Asistencia: 4009 espectadores Árbitro(s): Gavin Ward |

| 23 de agosto de 2016 | Luton Town (4) | 0 - 1   | Leeds United (2) | Kenilworth Road Stadium,                                |                                                         |
|                      |                | Reporte | T. Denton 23'    | Asistencia: 7498 espectadores Árbitro(s): Kevin Johnson | Asistencia: 7498 espectadores Árbitro(s): Kevin Johnson |

| 23 de agosto de 2016 | Chelsea (1)                         | 3 - 2   | Bristol Rovers (3)                      | Stamford Bridge,                                        |                                                         |
|                      | M. Batshuayi 29' 41' · V. Moses 31' | Reporte | P. Hartley 35' · E. Harrison 48' (pen.) | Asistencia: 39276 espectadores Árbitro(s): Keith Stroud | Asistencia: 39276 espectadores Árbitro(s): Keith Stroud |

| 23 de agosto de 2016 | Burton Albion (2) | 0 - 5   | Liverpool (1)                                                                    | Pirelli Stadium,                                       |                                                        |
|                      |                   | Reporte | D. Origi 15' · Roberto Firmino 22' · T. Naylor 61' (a.g.) · D. Sturridge 78' 83' | Asistencia: 6450 espectadores Árbitro(s): Simon Hooper | Asistencia: 6450 espectadores Árbitro(s): Simon Hooper |

| 23 de agosto de 2016 | Blackburn Rovers (2)                                         | 4 - 3 (pró.) | Crewe Alexandra (4)                  | Ewood Park,                                                |                                                            |
|                      | H. Akpan 42' · S. Wharton 69' · C. Conway 88' · S. Duffy 97' | Reporte      | B. Bingham 8' · C. Dagnall 39' 90+3' | Asistencia: 3448 espectadores Árbitro(s): Geoff Eltringham | Asistencia: 3448 espectadores Árbitro(s): Geoff Eltringham |

| 23 de agosto de 2016 | Preston North End (2)        | 2 - 0   | Oldham Athletic (3) | Deepdale Stadium,                                      |                                                        |
|                      | E. Doyle 66' · J. Hugill 81' | Reporte |                     | Asistencia: 5075 espectadores Árbitro(s): Scott Duncan | Asistencia: 5075 espectadores Árbitro(s): Scott Duncan |

| 23 de agosto de 2016 | Oxford United (3)                | 2 - 4   | Brighton & Hove Albion (2)                                  | The Kassam Stadium,                                   |                                                       |
|                      | W. Thomas 28' · D. Crowley 90+4' | Reporte | S. Adekugbe 2' · K. LuaLua 76' · E. Manu 81' · T. Hemed 85' | Asistencia: 3189 espectadores Árbitro(s): Andy Davies | Asistencia: 3189 espectadores Árbitro(s): Andy Davies |

| 23 de agosto de 2016 | Newcastle United (2)  | 2 - 0   | Cheltenham Town (4) | St. James' Park,                                        |                                                         |
|                      | Ayoze Pérez 45+2' 47' | Reporte |                     | Asistencia: 21972 espectadores Árbitro(s): Steve Martin | Asistencia: 21972 espectadores Árbitro(s): Steve Martin |

| 23 de agosto de 2016 | Exeter City (4) | 1 - 3   | Hull City (1)                          | St. James' Park,                                       |                                                        |
|                      | J. Taylor 24'   | Reporte | A. Diomande 26' 77' · R. Snodgrass 81' | Asistencia: 4037 espectadores Árbitro(s): Andy Woolmer | Asistencia: 4037 espectadores Árbitro(s): Andy Woolmer |

| 23 de agosto de 2016 | Derby County (2) | 1 - 1 (pró.) (14 - 13 p.)  | Carlisle United (4) | iPro Stadium,                                            |                                                          |
|                      | D. Bent 56' | Reporte                    | M. Jones 90+5' | Asistencia: 9860 espectadores Árbitro(s): Darren England | Asistencia: 9860 espectadores Árbitro(s): Darren England |
|                      | | Tiros desde el punto penal | |                                                          |                                                          |
|                      | Tom Ince · Nick Blackman · Jacob Butterfield · Will Hughes · Richard Keogh · Timi Elšnik · Chris Baird · Alex Pearce · Max Lowe · Scott Carson · Tom Ince · Nick Blackman · Jacob Butterfield · Will Hughes · Richard Keogh · Timi Elšnik |                            | Jamie Devitt · Mike Jones · Luke Joyce · Charlie Wyke · Danny Grainger · Joe McKee · Macaulay Gillesphey · Jabo Ibehre · Tom Miller · Michael Raynes · Jamie Devitt · Mike Jones · Luke Joyce · Charlie Wyke · Danny Grainger · Joe McKee |                                                          |                                                          |

| 23 de agosto de 2016 | Northampton Town (3)                                                        | 2 - 2 (pró.) (4 - 3 p.)    | West Bromwich Albion (1)                                                           | Sixfields Stadium,                                    |                                                       |
|                      | Z. Diamond 36' · A. Revell 82'                                              | Reporte                    | J. McClean 45' · G. McAuley 47'                                                    | Asistencia: 5516 espectadores Árbitro(s): Darren Bond | Asistencia: 5516 espectadores Árbitro(s): Darren Bond |
|                      |                                                                             | Tiros desde el punto penal |                                                                                    |                                                       |                                                       |
|                      | Sam Hoskins · Matthew Taylor · John-Joe O'Toole · Alex Revell · Kenji Gorré |                            | Salomón Rondón · Saido Berahino · Darren Fletcher · Matt Phillips · James Morrison |                                                       |                                                       |

| 23 de agosto de 2016 | Wolverhampton Wanderers (2)      | 2 - 1   | Cambridge United (4) | Molineux Stadium,                                        |                                                          |
|                      | Hélder Costa 6' · J. Wallace 13' | Reporte | M. Elito 14'         | Asistencia: 9500 espectadores Árbitro(s): Brendan Malone | Asistencia: 9500 espectadores Árbitro(s): Brendan Malone |

| 23 de agosto de 2016 | Stevenage (4) | 0 - 4   | Stoke City (1)                          | The Lamex Stadium,                                        |                                                           |
|                      |               | Reporte | P. Crouch 14' 48' 70' · P. Bardsley 32' | Asistencia: 3363 espectadores Árbitro(s): Oliver Langford | Asistencia: 3363 espectadores Árbitro(s): Oliver Langford |

| 23 de agosto de 2016 | Norwich City (2)                                                                          | 6 - 1   | Coventry City (3)         | Carrow Road,                                          |                                                       |
|                      | K. Lafferty 25' · Sergi Canós 36' 80' · R. Martin 58' · Jacob Murphy 63' · B. Godfrey 86' | Reporte | Ruben Lameiras 56' (pen.) | Asistencia: 10510 espectadores Árbitro(s): David Webb | Asistencia: 10510 espectadores Árbitro(s): David Webb |

| 23 de agosto de 2016 | Reading (2)                                                                    | 2 - 2 (pró.) (4 - 2 p.)    | Milton Keynes Dons (3)                                                     | Madejski Stadium,                                            |                                                              |
|                      | C. Harriott 68' 114'                                                           | Reporte                    | D. Bowditch 34' (pen.) · K. Tshimanga 118'                                 | Asistencia: 6848 espectadores Árbitro(s): Charles Breakspear | Asistencia: 6848 espectadores Árbitro(s): Charles Breakspear |
|                      |                                                                                | Tiros desde el punto penal |                                                                            |                                                              |                                                              |
|                      | Danny Williams · George Evans · Stephen Quinn · Callum Harriott · Jordan Obita |                            | Edward Upson · Ben Reeves · Samir Carruthers · George Christopher Williams |                                                              |                                                              |

| 24 de agosto de 2016 | Sunderland (1) | 1 - 0   | Shrewsbury Town (3) | Stadium of Light,                                         |                                                           |
|                      | A. Januzaj 83' | Reporte |                     | Asistencia: 13979 espectadores Árbitro(s): Jeremy Simpson | Asistencia: 13979 espectadores Árbitro(s): Jeremy Simpson |

| 24 de agosto de 2016 | Accrington Stanley (4) | 1 - 0 (pró.) | Burnley (1) | Wham Stadium,                                             |                                                           |
|                      | M. Pearson 120'        | Reporte      |             | Asistencia: 3170 espectadores Árbitro(s): Tony Harrington | Asistencia: 3170 espectadores Árbitro(s): Tony Harrington |

| 24 de agosto de 2016 | Morecambe (4)   | 1 - 2   | Bournemouth (1)              | Globe Arena,                                           |                                                        |
|                      | C. Stockton 14' | Reporte | M. Gradel 8' · M. Wilson 54' | Asistencia: 2542 espectadores Árbitro(s): Peter Bankes | Asistencia: 2542 espectadores Árbitro(s): Peter Bankes |

| 24 de agosto de 2016 | Fulham (2)                                  | 2 - 1 (pró.) | Middlesbrough (1) | Craven Cottage,                                       |                                                       |
|                      | J. De Sart 54' (a.g.) · L. Christensen 113' | Reporte      | D. Nugent 8'      | Asistencia: 8522 espectadores Árbitro(s): David Coote | Asistencia: 8522 espectadores Árbitro(s): David Coote |

## Tercera ronda
Un total de 32 equipos juegan en la tercera ronda: 7 equipos que entran en esta ronda, y los 25 ganadores de la segunda ronda. Los 7 equipos que entran en esta ronda son los equipos de la Premier League 2016/17 que participan en competiciones europeas en la temporada 2016-17.
| 20 de septiembre de 2016 | (2) Nottingham Forest | 0 - 4   | Arsenal (1) | City Ground, Nottingham                                 |                                                         |
| 15:45 BST                |                       | Reporte | Granit Xhaka 23' · Lucas Pérez 60' (pen) Lucas Pérez 71' Kieran Gibbs 71' · Alex Oxlade-Chamberlain 90+3' Lucas Pérez 90+3' | Asistencia: 28567 espectadores Árbitro(s): Paul Tierney | Asistencia: 28567 espectadores Árbitro(s): Paul Tierney |

| 20 de septiembre de 2016 | (2) Leeds United | 1 - 0   | Blackburn Rovers (2) | Elland Road, Leeds                                       |                                                          |
| 15:45 BST                | Chris Wood 85'   | Reporte |                      | Asistencia: 8488 espectadores Árbitro(s): Darren Deadman | Asistencia: 8488 espectadores Árbitro(s): Darren Deadman |

| 20 de septiembre de 2016 | (1) Bournemouth                                             | 2 - 3 (pró.) | Preston North End (2)                          | Dean Court, Bournemouth                                |                                                        |
| 15:45 BST                | Lewis Grabban 53' (pen) · Dan Gosling 76' Lewis Grabban 76' | Reporte      | Simon Makienok 10' 85' 111' Chris Humphrey 85' | Asistencia: 7595 espectadores Árbitro(s): simon Hooper | Asistencia: 7595 espectadores Árbitro(s): simon Hooper |

| 20 de septiembre de 2016 | (1) Everton | 0 - 2   | Norwich City (1)                                                        | Goodison Park, Liverpool                               |                                                        |
| 15:45 BST                |             | Reporte | Steven Naismith 41' Nélson Miguel Castro Oliveira 41' · josh murphy 74' | Asistencia: 29550 espectadores Árbitro(s): Andy Madley | Asistencia: 29550 espectadores Árbitro(s): Andy Madley |

| 20 de septiembre de 2016 | (2) Derby County | 0 - 3   | Liverpool (1)                                                | Pride Park Stadium, Derbyshire                          |                                                         |
| 15:45 BST                |                  | Reporte | Ragnar Klavan 24' · Philippe Coutinho 50' · Divock Origi 54' | Asistencia: 26245 espectadores Árbitro(s): Graham Scott | Asistencia: 26245 espectadores Árbitro(s): Graham Scott |

| 20 de septiembre de 2016 | (2) Brighton & Hove Albion       | 1 - 2   | Reading (2)                                          | Falmer Stadium, Brighton                              |                                                       |
| 15:45 BST                | Tomer Hemed 85' Glenn Murray 85' | Reporte | Stephen Quinn 32' · John Swift 54' Stephen Quinn 54' | Asistencia: 6235 espectadores Árbitro(s): Lee Probert | Asistencia: 6235 espectadores Árbitro(s): Lee Probert |

| 20 de septiembre de 2016 | (2) Newcastle United                                                   | 2 - 0   | Wolverhampton Wanderers (2) | St James' Park, Newcastle upon Tyne                     |                                                         |
| 15:45 BST                | Matt Ritchie 29' Jack Colback 29' · Yoan Gouffran 31' Matt Ritchie 31' | Reporte |                             | Asistencia: 34735 espectadores Árbitro(s): Andy Woolmer | Asistencia: 34735 espectadores Árbitro(s): Andy Woolmer |

| 20 de septiembre de 2016 | (1) Leicester City                   | 2 - 4 (pró.) | Chelsea (1)                                                                                           | King Power Stadium, Leicester                            |                                                          |
| 15:45 BST                | Shinji Okazaki 17' 34' Andy King 34' | Reporte      | Gary Cahill 45+2' Cesc Fábregas 45+2' · César Azpilicueta 49' · Cesc Fábregas 92' 94' Eden Hazard 92' | Asistencia: 29899 espectadores Árbitro(s): Robert Madley | Asistencia: 29899 espectadores Árbitro(s): Robert Madley |

| 21 de septiembre de 2016 | (2) Queens Park Rangers   | 1 - 2   | Sunderland (1)         | Loftus Road, Londres                                    |                                                         |
| 15:45 BST                | Sandro 60' Joel Lynch 60' | Reporte | Patrick McNair 70' 80' | Asistencia: 14301 espectadores Árbitro(s): Peter Bankes | Asistencia: 14301 espectadores Árbitro(s): Peter Bankes |

| 21 de septiembre de 2016 | (1) West Ham United | 1 - 0   | Accrington Stanley (4) | Estadio Olímpico de Londres, Londres                    |                                                         |
| 15:45 BST                | Dimitri Payet 90+6' | Reporte |                        | Asistencia: 39877 espectadores Árbitro(s): Steve Martin | Asistencia: 39877 espectadores Árbitro(s): Steve Martin |

| 21 de septiembre de 2016 | (1) Southampton                             | 2 - 0   | Crystal Palace (1) | St Mary's Stadium, Southampton                          |                                                         |
| 15:45 BST                | Charlie Austin 33' (pen) · Jake Hesketh 63' | Reporte |                    | Asistencia: 14080 espectadores Árbitro(s): James Adcock | Asistencia: 14080 espectadores Árbitro(s): James Adcock |

| 21 de septiembre de 2016 | (1) Swansea City                          | 1 - 2   | Manchester City (1)                                                                       | Liberty Stadium, Swansea                                |                                                         |
| 15:45 BST                | Gylfi Sigurðsson 90+3' modou Barrow 90+3' | Reporte | Gaël Clichy 49' José Ángel Esmorís Tasende 49' · Aleix García Serrano 67' Jesús Navas 67' | Asistencia: 18237 espectadores Árbitro(s): Keith Stroud | Asistencia: 18237 espectadores Árbitro(s): Keith Stroud |

| 21 de septiembre de 2016 | (2) Fulham                          | 1 - 2   | Bristol City (2)                                                              | Craven Cottage, Londres                               |                                                       |
| 15:45 BST                | Lucas Piazón 14' Cauley Woodrow 14' | Reporte | Aaron Wilbraham 45' Callum o'dowda 45' · Tammy Abraham 90' Callum o'dowda 90' | Asistencia: 6017 espectadores Árbitro(s): Andy Davies | Asistencia: 6017 espectadores Árbitro(s): Andy Davies |

| 21 de septiembre de 2016 | (3) Northampton Town  | 1 - 3   | Manchester United (1)                                                                               | Sixfields Stadium, Northampton                           |                                                          |
| 15:45 BST                | Alex revell 42' (pen) | Reporte | Michael Carrick 17' · Ander Herrera 68' Marcus Rashford 68' · Marcus Rashford 75' Ander Herrera 75' | Asistencia: 7798 espectadores Árbitro(s): Stuart Attwell | Asistencia: 7798 espectadores Árbitro(s): Stuart Attwell |

| 21 de septiembre de 2016 | (1) Tottenham Hotspur | 5 - 0   | Gillingham (3) | White Hart Lane, Londres                               |                                                        |
| 16:00 BST                | Eriksen 31' Eriksen 48' Lamela 31' Lamela 48' · Vincent Janssen 51' (pen) · Josh Onomah 65' Lamela 65' · Lamela 68' Vincent Janssen 68' | Reporte |                | Asistencia: 26244 espectadores Árbitro(s): David Coote | Asistencia: 26244 espectadores Árbitro(s): David Coote |

| 21 de septiembre de 2016 | (1) Stoke City       | 1 - 2   | Hull City (1)                                                              | Bet365 Stadium, Stoke-on-Trent                            |                                                           |
| 16:00 BST                | Marko Arnautović 24' | Reporte | Ryan Mason 45' james weir 45' · Markus Henriksen 90+1' Shaun Maloney 90+1' | Asistencia: 10550 espectadores Árbitro(s): Chris Kavanagh | Asistencia: 10550 espectadores Árbitro(s): Chris Kavanagh |

## Cuadro
|  | Octavos de final | Octavos de final |       |                 | Cuartos de final | Cuartos de final |  |                 | Semifinales | Semifinales | Semifinales | Semifinales |  |             | Final | Final |
|  |                  |                  |       |                 |                  |                  |  |                 |             |             |             |             |  |             |       |       |
|  | Arsenal          | 2                |       |                 |                  |                  |  |                 |             |             |             |             |  |             |       |       |
|  | Reading          | 0                |       |                 |                  |                  |  |                 |             |             |             |             |  |             |       |       |
|  | Reading          | 0                |       | Arsenal         | 0                |                  |  |                 |             |             |             |             |  |             |       |       |
|  |                  |                  |       | Arsenal         | 0                |                  |  |                 |             |             |             |             |  |             |       |       |
|  |                  | Southampton      | 2     |                 |                  |                  |  |                 |             |             |             |             |  |             |       |       |
|  | Southampton      | Southampton      | 2     | 1               |                  |                  |  |                 |             |             |             |             |  |             |       |       |
|  | Southampton      |                  |       | 1               |                  |                  |  |                 |             |             |             |             |  |             |       |       |
|  | Sunderland       | 0                |       |                 |                  |                  |  |                 |             |             |             |             |  |             |       |       |
|  | Sunderland       | 0                |       |                 |                  |                  |  | Southampton     | 1           | 1           | 2           |             |  |             |       |       |
|  |                  |                  |       |                 |                  |                  |  | Southampton     | 1           | 1           | 2           |             |  |             |       |       |
|  |                  | Liverpool        | 0     | 0               | 0                |                  |  |                 |             |             |             |             |  |             |       |       |
|  | Liverpool        | Liverpool        | 0     | 0               | 0                | 2                |  |                 |             |             |             |             |  |             |       |       |
|  | Liverpool        |                  |       |                 |                  | 2                |  |                 |             |             |             |             |  |             |       |       |
|  | Tottenham H.     | 1                |       |                 |                  |                  |  |                 |             |             |             |             |  |             |       |       |
|  | Tottenham H.     | 1                |       | Liverpool       | 2                |                  |  |                 |             |             |             |             |  |             |       |       |
|  |                  |                  |       | Liverpool       | 2                |                  |  |                 |             |             |             |             |  |             |       |       |
|  |                  | Leeds United     | 0     |                 |                  |                  |  |                 |             |             |             |             |  |             |       |       |
|  | Leeds Utd. (p.)  | Leeds United     | 0     | 2 (3)           |                  |                  |  |                 |             |             |             |             |  |             |       |       |
|  | Leeds Utd. (p.)  |                  |       | 2 (3)           |                  |                  |  |                 |             |             |             |             |  |             |       |       |
|  | Norwich City     | 2 (2)            |       |                 |                  |                  |  |                 |             |             |             |             |  |             |       |       |
|  | Norwich City     | 2 (2)            |       |                 |                  |                  |  |                 |             |             |             |             |  | Southampton | 2     |       |
|  |                  |                  |       |                 |                  |                  |  |                 |             |             |             |             |  | Southampton | 2     |       |
|  |                  | Manchester Utd.  | 3     |                 |                  |                  |  |                 |             |             |             |             |  |             |       |       |
|  | Manchester Utd.  | Manchester Utd.  | 3     | 1               |                  |                  |  |                 |             |             |             |             |  |             |       |       |
|  | Manchester Utd.  |                  |       | 1               |                  |                  |  |                 |             |             |             |             |  |             |       |       |
|  | Manchester City  | 0                |       |                 |                  |                  |  |                 |             |             |             |             |  |             |       |       |
|  | Manchester City  | 0                |       | Manchester Utd. | 4                |                  |  |                 |             |             |             |             |  |             |       |       |
|  |                  |                  |       | Manchester Utd. | 4                |                  |  |                 |             |             |             |             |  |             |       |       |
|  |                  | West Ham Utd.    | 1     |                 |                  |                  |  |                 |             |             |             |             |  |             |       |       |
|  | West Ham Utd.    | West Ham Utd.    | 1     | 2               |                  |                  |  |                 |             |             |             |             |  |             |       |       |
|  | West Ham Utd.    |                  |       | 2               |                  |                  |  |                 |             |             |             |             |  |             |       |       |
|  | Chelsea          | 1                |       |                 |                  |                  |  |                 |             |             |             |             |  |             |       |       |
|  | Chelsea          | 1                |       |                 |                  |                  |  | Manchester Utd. | 2           | 1           | 3           |             |  |             |       |       |
|  |                  |                  |       |                 |                  |                  |  | Manchester Utd. | 2           | 1           | 3           |             |  |             |       |       |
|  |                  | Hull City        | 0     | 2               | 2                |                  |  |                 |             |             |             |             |  |             |       |       |
|  | Newcastle Utd.   | Hull City        | 0     | 2               | 2                | 6                |  |                 |             |             |             |             |  |             |       |       |
|  | Newcastle Utd.   |                  |       |                 |                  | 6                |  |                 |             |             |             |             |  |             |       |       |
|  | Preston N. E.    | 0                |       |                 |                  |                  |  |                 |             |             |             |             |  |             |       |       |
|  | Preston N. E.    | 0                |       | Hull City (p.)  | 1 (3)            |                  |  |                 |             |             |             |             |  |             |       |       |
|  |                  |                  |       | Hull City (p.)  | 1 (3)            |                  |  |                 |             |             |             |             |  |             |       |       |
|  |                  | Newcastle Utd.   | 1 (1) |                 |                  |                  |  |                 |             |             |             |             |  |             |       |       |
|  | Bristol City     | Newcastle Utd.   | 1 (1) | 1               |                  |                  |  |                 |             |             |             |             |  |             |       |       |
|  | Bristol City     |                  |       | 1               |                  |                  |  |                 |             |             |             |             |  |             |       |       |
|  | Hull City        | 2                |       |                 |                  |                  |  |                 |             |             |             |             |  |             |       |       |

En cada llave, el equipo ubicado en la primera línea es el que ejerce la localía en el primer partido.

## Octavos de final
Un total de 16 equipos jugaron en la cuarta ronda: los 16 ganadores de la tercera ronda.
| 25 de octubre de 2016 | (1) Arsenal                                        | 2:0 (1:0) | Reading (2) | Emirates Stadium, Londres                               |                                                         |
| 15:45 BST             | Alex Oxlade-Chamberlain 33' 78' Olivier Giroud 78' | Reporte   |             | Asistencia: 59865 espectadores Árbitro(s): Graham Scott | Asistencia: 59865 espectadores Árbitro(s): Graham Scott |

| 25 de octubre de 2016 | (1) Liverpool                                   | 2:1 (1:0) | Tottenham Hotspur (1)      | Anfield, Liverpool                                       |                                                          |
| 15:45 BST             | Daniel Sturridge 9' 64' Georginio Wijnaldum 64' | Reporte   | Vincent Janssen 76' (pen.) | Asistencia: 53051 espectadores Árbitro(s): Jonathan Moss | Asistencia: 53051 espectadores Árbitro(s): Jonathan Moss |

| 25 de octubre de 2016 | (2) Bristol City | 1:2 (0:1) | Hull City (1)                                                        | Ashton Gate Stadium, Brístol                            |                                                         |
| 15:45 BST             | lee Tomlin 90+3' | Reporte   | Harry Maguire 44' Ryan Mason 44' · Michael Dawson 47' Ryan Mason 47' | Asistencia: 16149 espectadores Árbitro(s): Keith Stroud | Asistencia: 16149 espectadores Árbitro(s): Keith Stroud |

| 25 de octubre de 2016 | (2) Leeds United                                                              | 2:2 (1:1, 1:1) (pró.) (3 - 2 p.) | Norwich City (1)                                                                   | Elland Road, Leeds                                      |                                                         |
| 15:45 BST             | Marcus Antonsson 43' Souleymane Doukara 43' · Chris Wood 109'                 | Reporte                          | Alex Pritchard 14' Robbie Brady 14' · Nélson Oliveira 99' Alex Pritchard 99'       | Asistencia: 22222 espectadores Árbitro(s): Andy Woolmer | Asistencia: 22222 espectadores Árbitro(s): Andy Woolmer |
|                       |                                                                               | Tiros desde el punto penal       |                                                                                    |                                                         |                                                         |
|                       | Chris Wood · Kemar Roofe · Kalvin Phillips · Matt Grimes · Ronaldo Vieira Nan |                                  | Graham Dorrans · Alex Pritchard · Steven Naismith · Nélson Oliveira · Robbie Brady |                                                         |                                                         |

| 25 de octubre de 2016 | (2) Newcastle United                                                                              | 6:0 (2:0) | Preston North End (2) | St James' Park, Newcastle upon Tyne                    |                                                        |
| 15:45 BST             | Aleksandar Mitrović 19' 55' · Mohamed Diamé 38' 87' · Matt Ritchie 53' (pen.) · Ayoze Pérez 90+1' | Reporte   |                       | Asistencia: 49042 espectadores Árbitro(s): Andy Madley | Asistencia: 49042 espectadores Árbitro(s): Andy Madley |

| 26 de octubre de 2016 | (1) West Ham United                                                          | 2:1 (1:0) | Chelsea (1)                               | Estadio Olímpico de Londres, Londres                    |                                                         |
| 15:45 BST             | Cheikhou Kouyaté 11' Mark Noble 11' · Edimilson Fernandes 48' Mark Noble 48' | Reporte   | Gary Cahill 90+4' César Azpilicueta 90+4' | Asistencia: 45957 espectadores Árbitro(s): Craig Pawson | Asistencia: 45957 espectadores Árbitro(s): Craig Pawson |

| 26 de octubre de 2016 | (1) Southampton           | 1:0 (0:0) | Sunderland (1) | St Mary's Stadium, Southampton                            |                                                           |
| 15:45 BST             | Boufal 66' José Fonte 66' | Reporte   |                | Asistencia: 21460 espectadores Árbitro(s): Chris Cavanagh | Asistencia: 21460 espectadores Árbitro(s): Chris Cavanagh |

| 26 de octubre de 2016 | (1) Manchester United           | 1:0 (0:0) | Manchester City (1) | Old Trafford, Mánchester                             |                                                      |
| 16:00 BST             | Mata 54' Zlatan Ibrahimović 54' | Reporte   |                     | Asistencia: 75196 espectadores Árbitro(s): Mike Dean | Asistencia: 75196 espectadores Árbitro(s): Mike Dean |

## Cuartos de final
Un total de 8 equipos jugaron en la quinta ronda: los ganadores de la cuarta ronda.
| 29 de noviembre de 2016 | (1) Liverpool                                                                          | 2:0 (0:0) | Leeds United (2) | Anfield, Liverpool                                        |                                                           |
| 16:45BST                | Divock Origi 76' Trent Alexander-Arnold 76' · Ben Woodburn 81' Georginio Wijnaldum 81' | Reporte   |                  | Asistencia: 52012 espectadores Árbitro(s): Andre Marriner | Asistencia: 52012 espectadores Árbitro(s): Andre Marriner |

| 29 de noviembre de 2016 | (1) Hull City                                       | 1:1 (0:0, 0:0) (pró.) (3 - 1 p.) | Newcastle United (2)                                          | KCOM Stadium, Kingston upon Hull                          |                                                           |
| 16:45BST                | Robert Snodgrass 99'                                | Reporte                          | Mohamed Diamé 98' Dwight Gayle 98'                            | Asistencia: 16243 espectadores Árbitro(s): Neil Swarbrick | Asistencia: 16243 espectadores Árbitro(s): Neil Swarbrick |
|                         |                                                     | Tiros desde el punto penal       |                                                               |                                                           |                                                           |
|                         | Robert Snodgrass · Michael Dawson · Tom Huddlestone |                                  | Jonjo Shelvey · Dwight Gayle · Christian Atsu · Yoan Gouffran |                                                           |                                                           |

| 30 de noviembre de 2016 | (1) Arsenal | 0:2 (0:2) | Southampton (1)                                         | Emirates Stadium, Londres                               |                                                         |
| 16:45BST                |             | Reporte   | Jordy Clasie 13' · Ryan Bertrand 38' Sofiane Boufal 38' | Asistencia: 59013 espectadores Árbitro(s): Kevin Friend | Asistencia: 59013 espectadores Árbitro(s): Kevin Friend |

| 30 de noviembre de 2016 | (1) Manchester United                                                                                      | 4:1 (1:1) | West Ham United (1) | Old Trafford, Mánchester                              |                                                       |
| 17:00BST                | Ibrahimović 2' 90+3' Mjitarián 2' Ander Herrera 90+3' · Martial 48' 62' Mjitarián 48' Antonio Valencia 62' | Reporte   | Ashley Fletcher 35' | Asistencia: 65269 espectadores Árbitro(s): Mike Jones | Asistencia: 65269 espectadores Árbitro(s): Mike Jones |

## Semifinales
Un total de 4 equipos juegan en semifinales, los ganadores de la quinta ronda.
Las semifinales se disputan en dos fases, cada equipo jugando un partido en casa, y el equipo que marca más goles en total en los dos encuentros avanza a la final.

### Ida
Los partidos de ida se jugaron entre el 10 y el 11 de enero de 2017.
| 11 de enero de 2017 | (1) Southampton                 | 1:0 (1:0) | Liverpool (1) | St Mary's Stadium, Southampton                             |                                                            |
| 16:45BST            | N. Redmond 20' J. Rodriguez 20' | Reporte   |               | Asistencia: 31.480 espectadores Árbitro(s): Neil Swarbrick | Asistencia: 31.480 espectadores Árbitro(s): Neil Swarbrick |

| 10 de enero de 2017 | (1) Manchester United                                         | 2:0 (0:0) | Hull City (1) | Old Trafford, Mánchester                                 |                                                          |
| 16:45BST            | J. Mata 56' H. Mjitarián 56' · M. Fellaini 87' M. Darmian 87' | Reporte   |               | Asistencia: 65.798 espectadores Árbitro(s): Kevin Friend | Asistencia: 65.798 espectadores Árbitro(s): Kevin Friend |

### Vuelta
Los partidos de vuelta se jugaron entre el 25 y el 26 de enero de 2017.
| 25 de enero de 2017 | (1) Liverpool | 0:1 (0:0) | Southampton (1)             | Anfield, Liverpool                                       |                                                          |
| 16:45BST            |               | Reporte   | S. Long 90+1' J. Sims 90+1' | Asistencia: 52.238 espectadores Árbitro(s): Ben Atkinson | Asistencia: 52.238 espectadores Árbitro(s): Ben Atkinson |

| 26 de enero de 2017 | (1) Hull City                                           | 2:1 (1:0) | Manchester United (1) | KCOM Stadium, Kingston upon Hull                          |                                                           |
| 16:45BST            | T. Huddlestone 35' (pen.) · O. Niasse 85' D. Meyler 85' | Reporte   | P. Pogba 66'          | Asistencia: 16.381 espectadores Árbitro(s): Jonhatan Moss | Asistencia: 16.381 espectadores Árbitro(s): Jonhatan Moss |

## Final
La final de la Copa de la Liga se celebró el 26 de febrero de 2017 en el Estadio de Wembley.
| 1          | POR        | David De Gea       |     |
| 25         | DEF        | Antonio Valencia   |     |
| 3          | DEF        | Eric Bailly        |     |
| 12         | DEF        | Chris Smalling     |     |
| 5          | DEF        | Marcos Rojo        |     |
| 21         | MED        | Ander Herrera      |     |
| 6          | MED        | Paul Pogba         |     |
| 14         | MED        | Jesse Lingard      | 77' |
| 8          | MED        | Juan Mata          | 46' |
| 11         | DEL        | Anthony Martial    | 90' |
| 9          | DEL        | Zlatan Ibrahimović |     |
| Entrenador | Entrenador | José Mourinho      |     |

| 1          | POR        | Fraser Forster    |     |
| 21         | DEF        | Ryan Bertrand     |     |
| 3          | DEF        | Maya Yoshida      |     |
| 24         | DEF        | Jack Stephens     |     |
| 2          | DEF        | Cédric Soares     |     |
| 22         | MED        | Nathan Redmond    |     |
| 8          | MED        | Steven Davis      | 90' |
| 14         | MED        | Oriol Romeu       |     |
| 16         | MED        | James Ward-Prowse |     |
| 11         | DEL        | Dušan Tadić       | 77' |
| 20         | DEL        | Manolo Gabbiadini | 83' |
| Entrenador | Entrenador | Claude Puel       |     |

| 16 | MED | Michael Carrick   | 46' |
| 19 | DEL | Marcus Rashford   | 77' |
| 27 | MED | Marouane Fellaini | 90' |

| 19 | MED | Sofiane Boufal | 77' |
| 7  | DEL | Shane Long     | 83' |
| 9  | DEL | Jay Rodriguez  | 90' |

| Anotado | 19' | Zlatan Ibrahimović | 1–0 |
| Anotado | 40' | Jesse Lingard      | 2–0 |
| Anotado | 87' | Zlatan Ibrahimović | 3–2 |

| Anotado | 45' | Manolo Gabbiadini | 2–1 |
| Anotado | 48' | Manolo Gabbiadini | 2–2 |

| Amonestado | 24' | Ander Herrera |
| Amonestado | 41' | Jesse Lingard |

| Amonestado | 18' | Oriol Romeu    |
| Amonestado | 40' | Jack Stephens  |
| Amonestado | 56' | Nathan Redmond |

| Árbitro             | Andre Marriner |
| Árbitros asistentes | Richard West   |
| Árbitros asistentes | Stuart Burt    |
| Cuarto árbitro      | Kevin Friend   |

| 1          | POR        | David De Gea       |     |
| 25         | DEF        | Antonio Valencia   |     |
| 3          | DEF        | Eric Bailly        |     |
| 12         | DEF        | Chris Smalling     |     |
| 5          | DEF        | Marcos Rojo        |     |
| 21         | MED        | Ander Herrera      |     |
| 6          | MED        | Paul Pogba         |     |
| 14         | MED        | Jesse Lingard      | 77' |
| 8          | MED        | Juan Mata          | 46' |
| 11         | DEL        | Anthony Martial    | 90' |
| 9          | DEL        | Zlatan Ibrahimović |     |
| Entrenador | Entrenador | José Mourinho      |     |

| 1          | POR        | Fraser Forster    |     |
| 21         | DEF        | Ryan Bertrand     |     |
| 3          | DEF        | Maya Yoshida      |     |
| 24         | DEF        | Jack Stephens     |     |
| 2          | DEF        | Cédric Soares     |     |
| 22         | MED        | Nathan Redmond    |     |
| 8          | MED        | Steven Davis      | 90' |
| 14         | MED        | Oriol Romeu       |     |
| 16         | MED        | James Ward-Prowse |     |
| 11         | DEL        | Dušan Tadić       | 77' |
| 20         | DEL        | Manolo Gabbiadini | 83' |
| Entrenador | Entrenador | Claude Puel       |     |

| 16 | MED | Michael Carrick   | 46' |
| 19 | DEL | Marcus Rashford   | 77' |
| 27 | MED | Marouane Fellaini | 90' |

| 19 | MED | Sofiane Boufal | 77' |
| 7  | DEL | Shane Long     | 83' |
| 9  | DEL | Jay Rodriguez  | 90' |

| Anotado | 19' | Zlatan Ibrahimović | 1–0 |
| Anotado | 40' | Jesse Lingard      | 2–0 |
| Anotado | 87' | Zlatan Ibrahimović | 3–2 |

| Anotado | 45' | Manolo Gabbiadini | 2–1 |
| Anotado | 48' | Manolo Gabbiadini | 2–2 |

| Amonestado | 24' | Ander Herrera |
| Amonestado | 41' | Jesse Lingard |

| Amonestado | 18' | Oriol Romeu    |
| Amonestado | 40' | Jack Stephens  |
| Amonestado | 56' | Nathan Redmond |

| Árbitro             | Andre Marriner |
| Árbitros asistentes | Richard West   |
| Árbitros asistentes | Stuart Burt    |
| Cuarto árbitro      | Kevin Friend   |

|                                     |
| Bandera de Inglaterra               |
| Campeón Manchester United 5° título |